# Johanna Boogerd-Quaak
Johanna Levina Adriana Boogerd-Quaak (Axel, 1 maart 1944) is een Nederlands politicus namens D66.
Boogerd-Quaak was van 1978 tot 1990 lid van de Provinciale Staten van Zeeland. In 1994 werd zij gekozen als lid van het Europees Parlement, wat zij bleef tot 1999; in de periode 2003/2004 was zij nog enige tijd lid van het Europees Parlement als opvolger van Lousewies van der Laan.
Boogerd-Quaak was voorts mede-eigenaresse van een landbouwbedrijf in Zeeland, voorzitter van het regionaal bestuur voor de Arbeidsvoorziening Zeeland en voorzitter van het Milieuplatform Zeeland. Daarnaast was zij actief als voorzitter van de Stuurgroep Ouderen en Arbeid Zeeland.